# 主イデアル
主イデアル（英: principal ideal）、あるいは単項イデアルとは、環 R の単一の元 a により生成された R のイデアル I のことを言う。（要するに、単元生成されたイデアルを主イデアルと言う。）

## 定義
- R の左主イデアル (left principal ideal) は、Ra = {ra : r ∈ R} の形の部分集合
- R の右主イデアル (right principal ideal) は、aR = {ar : r ∈ R} の形の部分集合
- 両側主イデアル (two-sided principal ideal) は、RaR = {r1as1 + ... + rnasn : r1, s1, ..., rn, sn ∈ R} の形の部分集合

R が可換環であれば、上の3つの定義はみな同じになる。この場合は、a で生成されるイデアルを (a) と記すのが一般的である。

## 主イデアルでないイデアルの例
全てのイデアルが、主イデアルというわけではない。
例えば、2つの変数 x, y の、複素数を係数とする全ての多項式からなる環 C[x, y] を考える。x と y で生成されたイデアル (x, y) は、定数項が 0 となるような C[x, y] の多項式全てから構成されるが、主イデアルではない。このことを見るために、p が (x, y) の生成元であると仮定すると、x と y は両方とも p により割り切れることになるが、このことは p が 0 でない定数でない限り不可能である。しかし 0 は (x, y) の中の唯一の定数であり、従って矛盾する。

## 関連する定義
全てのイデアルが主イデアルであるような環を、主イデアル環 (principal ideal ring) と言う。主イデアル整域 (PID) とは、全てのイデアルが主イデアルとなるような整域を言う。任意の主イデアル整域は一意分解整域 (UFD) であり、整数における一意分解（いわゆる、算術の基本定理）の普通の証明が任意の主イデアル整域で成り立つ。

## 性質
任意のユークリッド整域は主イデアル整域であり、最大公約数の計算に使われるアルゴリズムを、任意のイデアルの生成子を見つけることに使うことができる。さらに一般的には、可換環のどの2つの主イデアルも、イデアルの乗法の意味で最大公約数を持っている。そのため、主イデアル整域では、環の元の最大公約数を、単元による積を除いて、定義できる。すなわち、gcd(a, b) をイデアル (a, b) の任意の生成子として定義する。
デデキント整域 R に対し、R の 主イデアルではないイデアル I が与えられたとき、R の拡大 S であって、I により生成される S のイデアルが主イデアルとなる（大ざっぱにいえば、I は S で主イデアルとなる）ようなものが存在するかと問うこともできる。この問題は、数論で代数的整数の環の研究の関連で発生し、高木貞治、エミール・アルティン (Emil Artin)、ダフィット・ヒルベルト (David Hilbert) やその他多くの数学者による類体論の発展を導いた。
類体論の主イデアル定理は、任意の整数環 R （つまり、ある代数体の整数環）に対し、それを含むような整数環 S であって、R の全てのイデアルが S の主イデアルとなるようなものが存在すると言う定理である。この定理において、S を R のヒルベルト類体の整数環とすることができる。ヒルベルト類体は、R の分数体の最大の不分岐アーベル拡大（つまりガロア群が可換なガロア拡大）であり、これは R によって一意的に決定される。
クルルの主イデアル定理は、R がネーター環で、I が R の真の主イデアルであれば、I の高さは高々 1 であるという定理である。